# 塞萨洛尼基专区
塞萨洛尼基专区（希臘語：Περιφερειακή ενότητα Θεσσαλονίκης），是希腊中马其顿大区的一个专区。首府为塞萨洛尼基。专区面积为3,683平方公里，2011年人口数量为1,110,312人。

## 行政
在2011年卡利克拉提斯改革方案中，希腊所有州份被取消。原塞薩洛尼基州作为整体设立为塞萨洛尼基专区。塞萨洛尼基专区下分为14个市镇（括号内为地图中的数字）：
- 塞萨洛尼基（1）
- 安派洛基皮-迈奈迈尼（2）
- 沃尔维（3）
- 泽尔塔（4）
- 塞尔迈科斯（5）
- 泰尔米（6）
- 卡拉马里亚（7）
- 科尔泽利奥-埃沃斯莫斯（8）
- 兰加扎斯（9）
- 奈阿波利斯-锡凯艾（10）
- 帕夫洛斯·梅拉斯市镇（11）
- 皮莱阿-霍尔蒂阿蒂斯（12）
- 哈尔基宗（13）
- 奥雷奥卡斯特龙（14）